# Convenția privind statutul refugiaților
Convenția privind statutul refugiaților, cunoscută și sub numele de Convenția privind statutul refugiaților din 1951 sau Convenția de la Geneva din 28 iulie 1951, este un tratat multilateral al Organizației Națiunilor Unite, care definește statutul de refugiat și stabilește drepturile persoanelor cărora li se acordă azil, precum și responsabilitățile națiunilor care acordă azil. Convenția stabilește, de asemenea, care persoane nu se califică drept refugiați, cum ar fi criminalii de război. Convenția prevede și unele modalități de călătorie fără viză pentru titularii de documente de călătorie pentru refugiați emise în temeiul convenției.
Această convenție a fost menționată la articolul 78 din Tratatul privind funcționarea Uniunii Europene.
Convenția privind statutul refugiaților se bazează pe articolul 14 din Declarația Universală a Drepturilor Omului din 1948, care recunoaște dreptul persoanelor de a solicita azil în caz de persecuție în alte țări. Un refugiat se poate bucura de drepturi și beneficii într-un stat, pe lângă cele prevăzute în convenție.
Drepturile create de Convenție sunt, în general, încă valabile. Unii au susținut că natura complexă a relațiilor cu refugiații din secolul XXI necesită un nou tratat care să recunoască natura evolutivă a statului-națiune, migranții economici, strămutările populației, migranții de mediu și războiul modern. Cu toate acestea, idei precum principiul nereturnării refugiaților în țări periculoase (articolul 33) sunt încă aplicate, Convenția din 1951 fiind sursa acestor drepturi.

## Istoric
Înainte de convenția din 1951, Convenția Societății Națiunilor privind statutul internațional al refugiaților, din 28 octombrie 1933, se ocupa de măsuri administrative precum eliberarea pașapoartelor Nansen, returnarea, chestiuni juridice, condiții de muncă, accidente industriale, asistență socială și sprijin, educație, regim fiscal și scutirea de la reciprocitate și prevedea crearea de comitete pentru refugiați. Totuși, convenția Ligii Națiunilor a fost concepută în primul rând pentru a ajuta refugiații în urma destrămării Imperiului Otoman și a Revoluției Ruse și a fost ratificată doar de nouă țări, ceea ce i-a limitat domeniul de aplicare.
Convenția din 1951 a fost adoptată de Conferința Națiunilor Unite privind statutul refugiaților și apatrizilor, convocată la Geneva în 1951. Convenția a fost aprobată la 28 iulie 1951 și a intrat în vigoare la 22 aprilie 1954. Inițial, aceasta s-a limitat la asigurarea protecției refugiaților europeni de dinainte de 1 ianuarie 1951 (adică cei strămutați din cauza celui de-al Doilea Război Mondial), dar statele puteau face o declarație prin care prevederile se aplicau refugiaților din alte locuri.
Protocolul din 1967 a eliminat limitele de timp și s-a aplicat refugiaților „fără nicio limitare geografică”, însă declarațiile făcute anterior de părțile la convenție privind domeniul de aplicare geografic au fost excluse din drepturi.

## Părțile contractante
La 20 ianuarie 2020 existau 146 de părți la convenție și 147 la Protocol. Madagascar și Saint Kitts și Nevis sunt părți doar la convenție, în timp ce Republica Capului Verde, Statele Unite ale Americii și Venezuela sunt părți doar la Protocol. De când SUA au ratificat Protocolul în 1968, și-au asumat majoritatea obligațiilor enunțate în documentul original din 1951 (articolele 2-34) și în articolul 1, așa cum a fost modificat în Protocol, ca „lege supremă a țării”.

## Definiția refugiatului
Articolul 1(a) din convenție privind așa-numita „politică a bunicilor” în cele acceptate în temeiul convențiilor anterioare: 
„(...) aranjamentelor din 12 mai 1926 și 30 iunie 1928 sau potrivit convențiilor din 28 octombrie 1933 și din 10 februarie 1938 și protocolului din 14 septembrie 1939 sau ca urmare a aplicării Constituției Organizației Internaționale pentru Refugiați (...)”
fără a exclude pe nimeni care se încadrează la subsecțiunea b și care nu a fost considerat refugiat în cadrul sistemelor anterioare.
Odată cu trecerea timpului și apariția de noi cazuri de refugiați, s-a resimțit din ce în ce mai mult nevoia de a face ca prevederile de la data Convenției din 1951 să fie aplicabile refugiaților ulteriori. Drept urmare, a fost elaborat un Protocol privind statutul refugiaților, care a intrat în vigoare la 4 octombrie 1967. UNHCR este chemat să ofere protecție internațională refugiaților care intră sub incidența competenței sale. Protocolul a definit refugiatul ca însemnând orice persoană conform definiției Convenției din 1951, ca și cum cuvintele „Ca urmare a evenimentelor petrecute înainte de 1 ianuarie 1951 și...” ar fi fost omise.
Mai multe grupuri s-au bazat pe Convenția din 1951 pentru a crea o definiție mai obiectivă. Deși termenii lor diferă de cei ai Convenției din 1951, convenția a modelat semnificativ noile definiții, mai obiective. Acestea includ Convenția din 1969 privind aspectele specifice ale problemelor refugiaților din Africa, adoptată de Organizația Unității Africane (din 2002 Uniunea Africană ), și Declarația de la Cartagena din 1984, care, deși nu este obligatorie, stabilește și standarde regionale pentru refugiații din America de Sud și Centrală, Mexic și Caraibe.
Unii cercetători au început să considere această definiție nepotrivită pentru societatea contemporană, deoarece, de exemplu, refugiații de mediu nu sunt incluși în definiție.

## Drepturi și responsabilități
Conform principiului general al dreptului internațional, tratatele în vigoare sunt obligatorii pentru părțile contractante și trebuie executate cu bună-credință. Țările care au ratificat Convenția privind statutul refugiaților sunt obligate să protejeze refugiații care se află pe teritoriul lor în conformitate cu prevederile acesteia. Există o serie de prevederi pe care părțile la Convenția privind statutul refugiaților trebuie să le respecte.

### Pentru refugiați
- respectarea legilor naționale ale statelor contractante (articolul 2)

### Pentru statele contractante

#### Drepturi
- scutirea refugiaților de reciprocitate după 3 ani (articolul 7): aceasta înseamnă că acordarea unui drept de refugiat nu ar trebui să fie supusă acordării unui tratament similar de către țara de cetățenie a refugiatului, deoarece refugiații nu se bucură de protecția statului lor de origine.[15]
- luarea de măsuri provizorii împotriva unui refugiat, dacă este necesar în interesul securității naționale esențiale (articolul 9)
- respectarea statutului personal al unui refugiat și a drepturilor care vin odată cu acesta, în special drepturile legate de căsătorie (articolul 12)
- acces liber la instanțe pentru refugiați (articolul 16)
- asistență administrativă refugiaților (articolul 25)
- furnizarea de acte de identitate refugiaților (articolul 27)
- furnizarea de documente de călătorie pentru refugiați (articolul 28)
- permiterea refugiaților să își transfere bunurile (articolul 30)
- posibilitatea asimilării și naturalizării refugiaților (articolul 34)
- cooperarea cu UNHCR (articolul 35) în exercitarea funcțiilor și acordarea de sprijin UNHCR pentru a supraveghea implementarea prevederilor convenției.[15]
- furnizarea de informații cu privire la orice legislație națională pe care ar putea-o adopta pentru a asigura aplicarea convenției (articolul 36).[15]
- soluționarea litigiilor pe care le-ar putea avea cu alte state contractante la Curtea Internațională de Justiție, dacă nu este posibil altfel (articolul 38)

#### Interdicții
- discriminări împotriva refugiaților (articolul 3)
- măsuri excepționale împotriva unui refugiat exclusiv pe motivul naționalității sale (articolul 8)
- așteaptarea ca refugiații să plătească impozite și taxe fiscale diferite de cele ale cetățenilor (articolul 29)
- impunerea de sancțiuni refugiaților care au intrat ilegal în căutarea de azil dacă se prezintă fără întârziere (articolul 31), ceea ce este interpretat în mod obișnuit ca însemnând că intrarea și prezența lor ilegală nu ar trebui să fie deloc urmărite penal[16]
- expulzarea refugiaților (articolul 32)
- returnarea forțată sau „repunerea” în plasă a refugiaților în țara din care au fugit (articolul 33). Este larg acceptat faptul că interdicția returnării forțate face parte din dreptul internațional cutumiar. Aceasta înseamnă că inclusiv statele care nu sunt părți la Convenția din 1951 privind statutul refugiaților trebuie să respecte principiul nereturnării.[15] Prin urmare, statele sunt obligate în temeiul convenției și al dreptului internațional cutumiar să respecte principiul nereturnării. Dacă acest principiu este amenințat, UNHCR poate reacționa intervenind pe lângă autoritățile relevante și, dacă consideră necesar, va informa publicul.[15]

Refugiații vor fi tratați cel puțin la fel ca cetățenii în ceea ce privește:
- libertatea de a-și practica religia (articolul 4)
- respectarea și protejarea drepturilor artistice și a proprietății industriale (articolul 14)
- raționalizare (articolul 20)
- învățământul elementar (articolul 22)
- ajutor și asistență publică (articolul 23)
- legislația muncii și securitatea socială (articolul 24)

Refugiații vor fi tratați cel puțin la fel ca ceilalți străini în ceea ce privește:
- bunuri mobile și imobile (articolul 13)
- dreptul de asociere în sindicate sau alte asociații (articolul 15)
- locuri de muncă salarizate (articolul 17)
- activități independente (articolul 18)
- exercitarea profesiilor liberale (articolul 19)
- locuințe (articolul 21)
- învățământ superior învățământului elementar (articolul 22)
- dreptul la liberă circulație și la libera alegere a reședinței în interiorul țării (articolul 26)

## Sancțiuni
Nu există niciun organism care să monitorizeze respectarea regulilor. Înaltul Comisariat al Națiunilor Unite pentru Refugiați (UNHCR) are responsabilități de supraveghere, dar nu poate aplica convenția și nu există un mecanism formal prin care persoanele să poată depune plângeri. Convenția specifică faptul că plângerile trebuie trimise Curții Internaționale de Justiție.
O persoană poate depune o plângere la Comitetul ONU pentru Drepturile Omului în temeiul Pactului internațional privind drepturile civile și politice sau la Comitetul ONU pentru drepturile economice, sociale și culturale în temeiul Pactului internațional privind drepturile economice, sociale și culturale, dar nimeni nu a făcut-o vreodată în legătură cu încălcările convenției. Națiunile pot impune sancțiuni internaționale împotriva celor care încalcă legea, dar nicio națiune nu a făcut-o vreodată.
În prezent, singurele consecințe reale ale încălcării sunt denigrarea publică în presă și condamnarea verbală a încălcătorului de către ONU și de către alte națiuni. Până în prezent, acestea nu s-au dovedit a fi factori de descurajare semnificativi.